# 유엔 안전 보장 이사회의 조선민주주의인민공화국 관련 결의안 목록

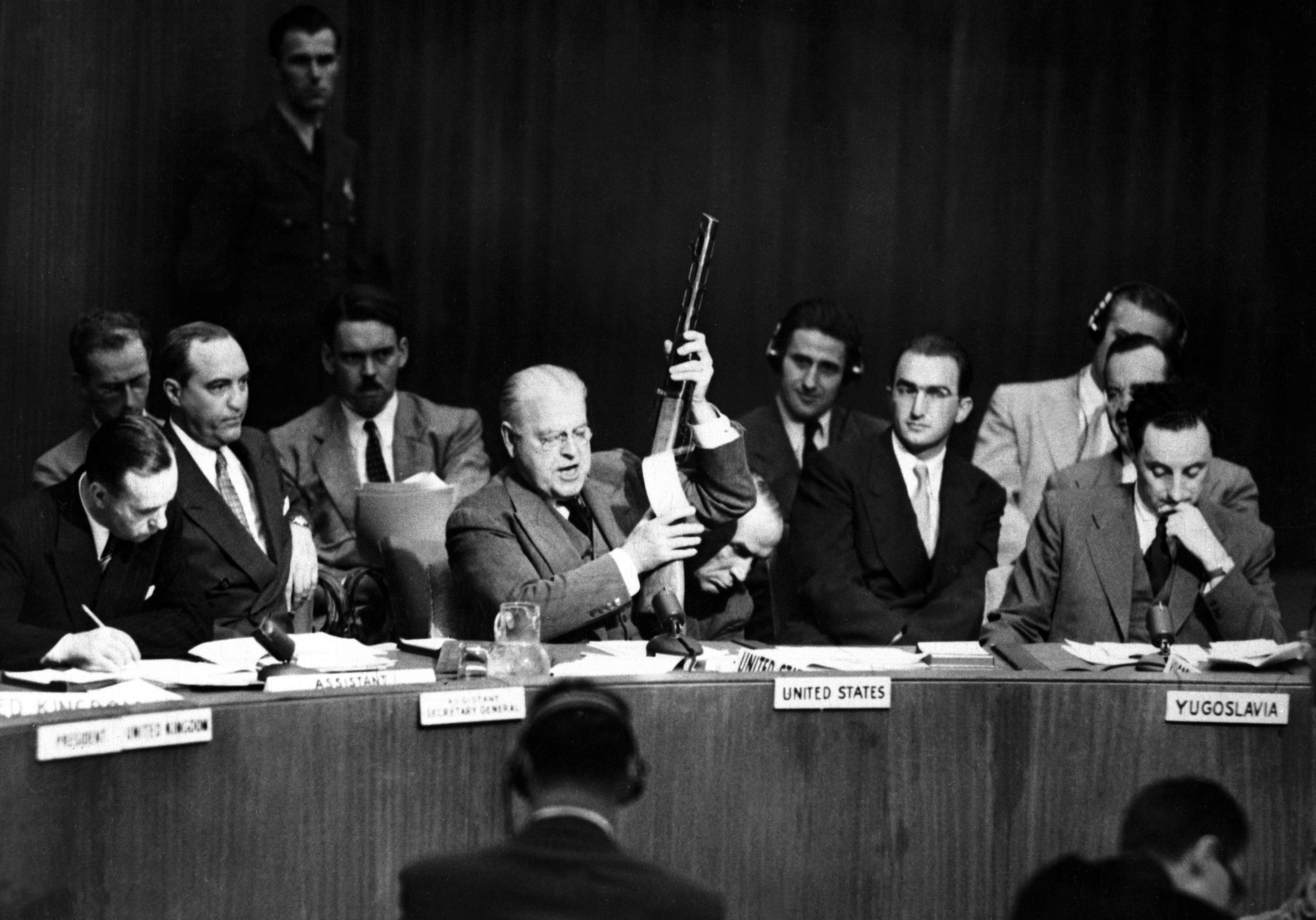
워렌 오스틴 주유엔 대사가 한국전쟁 당시에 사용된 기관총을 유엔 안전 보장 이사회 회의에서 보이고 있다.

유엔 안전 보장 이사회는 총 21개의 안보리 결의안을 조선민주주의인민공화국에 관련하여 통과시켰으며, 이들 중 5개의 결의안은 한국 전쟁 동안에 통과되었다.
1991년에는 조선민주주의인민공화국의 유엔 회원국 가입에 대해서 한 개의 결의안이 통과되었다. 그 이후 조선민주주의인민공화국의 미사일 개발 및 핵 개발에 대한 결의안이 여러 개 통과되었다.

## 배경
- 유엔 안보리는 조선민주주의인민공화국의 미사일 및 핵 개발에 대해서 제재의 강도를 올리고 있다.[1]
- 대북제재는 주로 경제적 차원에서 이뤄지며, 조선민주주의인민공화국과 중국 간 무역과 같은 경제적 활동에 대해서 부과된다. 안보리 결의가 포함하는 제재는 조선민주주의인민공화국으로 하여금 미사일 및 핵 개발 활동을 중단하고 핵확산방지조약으로 복귀를 요구하고 있다. 게다가, 이러한 제재들은 조선민주주의인민공화국의 철광석, 석탄과 같은 천연 자원을 수출하는 활동을 금지하고, 조선민주주의인민공화국에게 핵 개발과 미사일 개발에 기여할 수 있는 유엔 회원국들의 대북 수출을 일절 금지한다.[2]
- 유엔 안전 보장 이사회는 조선민주주의인민공화국에게 비핵화할 것을 강력히 촉구하고 있으나, 이는 조선민주주의인민공화국의 향후 핵 개발과 미사일 개발을 방지하는데 있어서 효과적이지 못하다.[3]
- 이러한 가운데, 역대 대북 제재 중 가장 강력한 제재는 바로 조선민주주의인민공화국에 대한 원유 수출 금지 조치이나, 이는 아직 집행되지 못하고 있다. 제재를 진행하기 위해서는 유엔 회원국들 및 국제 사회의 합의가 필요하기 때문이다.

## 목록
| 결의안     | 주제 | 날짜             | 비고        |
| ---------- | --- | ---------------- | ----------- |
| S/RES/82   | 유엔 안보리는 조선민주주의인민공화국의 남침을 "평화를 파괴하는 행위"로 규정하였으며, 적대 행위를 즉각 중단할 것을 요구하였으며, 조선민주주의인민공화국의 대한민국 침공을 종료할 것을 명하였다. 찬성 9표, 유고슬라비아의 기권과 소련의 불참으로 통과되었다. | 1905년 6월 25일  | [ 4 ] [ 5 ] |
| S/RES/83   | 유엔 안보리는 유엔 회원국들에게 한국 전쟁을 치르고 있는 대한민국이 조선민주주의인민공화국을 격퇴하고 평화와 안보를 회복할 수 있게 대한민국에게 원조를 제공할 것을 권고하였다. 조선민주주의인민공화국은 유엔 안보리 결의안 제82호에 응하지 아니하였다. 안보리는 38선으로 병력을 후퇴시킬 것을 요구하였다. 찬성 7표, 유고슬라비아 반대 1표, 이집트와 인도의 기권 2표, 그리고 소련의 불참으로 통과되었다.                            | 1950년 6월 27일  | [ 6 ] [ 4 ] |
| S/RES/84   | 한국전쟁에서 남한의 동맹국들을 조율할 수 있는 미국이 지휘하는 유엔군사령부를 설립하였다. 조선민주주의인민공화국의 남침은 국제 안보와 평화에 위협이라고 명시하였다. 찬성 7표, 유고슬라비아, 이집트와 인도의 기권 3표, 그리고 소련의 불참으로 통과되었다. | 1950년 7월 7일   | [ 6 ]       |
| S/RES/85   | 한국전쟁 희생자들을 위한 공조된 구호. 전쟁에서 조선민주주의인민공화국의 남침이 "불법적인 공격"에 해당한다고 판단하였다. 찬성 7표, 유고슬라비아, 이집트와 인도의 기권 3표, 그리고 소련의 불참으로 통과되었다 | 1950년 7월 31일  | [ 5 ] [ 6 ] |
| S/RES/90   | 유엔 안보리 의제에서 한국전쟁을 제외하는데 만장일치 통과 | 1951년 1월 31일  | [ 5 ] [ 6 ] |
| S/RES/702  | 대한민국과 조선민주주의인민공화국에 대한 유엔 회원국 가입 권고 | 1991년 8월 8일   | [ 7 ]       |
| S/RES/825  | 조선민주주의인민공화국에게 핵확산방지조약으로 복귀와 국제 의무 준수를 촉구하였다. 찬성 13표와 중국, 파키스탄의 기권표로 통과되었다. | 1993년 5월 11일  | [ 7 ]       |
| S/RES/1695 | 유엔 안보리는 2006년 조선민주주의인민공화국 미사일 발사를 규탄하고, 조선민주주의인민공화국에 대한 제재를 부과하는데 만장일치로 통과시켰다. | 2006년 7월 15일  | [ 7 ]       |
| S/RES/1718 | 제3차 북핵위기에 대한 우려를 표명하였으며, 유엔 안전 보장 이사회 대북제재위원회가 안보리 산하에 설치되었다. 전문가 패널이 설치되어 대북제제위원회 활동을 보좌하게 되었으며, 만장일치로 통과되었다. | 2006년 10월 14일 | [ 7 ]       |
| S/RES/1874 | 2009년 조선민주주의인민공화국 핵 실험에 대한 우려를 표하였으며, 모든 무기 재료에 관련된 금융 거래. 기술 훈련, 자문, 서비스 및 원조, 제조 및 정비에 대한 제재를 연장하였다. 만장일치로 통과되었다. | 2009년 6월 12일  | [ 7 ]       |
| S/RES/1887 | 유엔 안전 보장 이사회 결의 제1540호의 이행을 촉구하였으며, 핵 비확산과 비무장화를 촉구하였다. 만장일치로 통과되었다. | 2009년 9월 24일  | [ 7 ]       |
| S/RES/1928 | 유엔 안보리가 전문가 패널 임기를 2011년 6월 12일까지 연장하였으며, 만장일치로 통과되었다. | 2010년 6월 7일   | [ 7 ]       |
| S/RES/1985 | 전문가 패널 임기를 2012년 6월 12일까지 연장하였으며 중간 보고서 및 최종 보고서를 유엔 안보리 이사회에 최종적으로 제출하기 1달 전에 먼저 대북 제재 위원회에 제출할 것을 요청하였다. | 2011년 6월 10일  | [ 7 ]       |
| S/RES/2050 | 유엔 안보리가 전문가 패널 임기를 2013년 6월 12일까지 연장하였으며, 만장일치로 통과되었다. | 2012년 6월 12일  | [ 7 ]       |
| S/RES/2087 | 조선민주주의인민공화국의 2012년 미사일 발사를 규탄하였으며, 제재 부과 및 만장일치로 통과되었다. | 2013년 1월 22일  | [ 7 ]       |
| S/RES/2094 | 제5차 북핵실험에 대해 제재가 부과되었으며, 만장일치로 통과되었다. | 2013년 3월 7일   | [ 7 ]       |
| S/RES/2141 | 유엔 안보리가 전문가 패널 임기를 2014년 4월 5일까지 연장하였으며, 만장일치로 통과되었다. | 2014년 3월 5일   | [ 7 ]       |
| S/RES/2207 | 유엔 안보리가 전문가 패널 임기를 2016년 4월 5일까지 연장하였으며, 만장일치로 통과되었다. | 2015년 3월 4일   | [ 7 ]       |
| S/RES/2270 | 2016년 1월 조선민주주의인민공화국 핵 실험 및 미사일 실험에 대해 제재를 부과하였다. 제재에는 조선민주주의인민공화국을 오가는 모든 화물의 사찰, 조선민주주의인민공화국과의 모든 무기 거래 금지, 조선민주주의인민공화국의 사치품 수입에 대한 추가 제한 및 불법 행위로 의심되는 특정 조선민주주의인민공화국 외교관의 추방이 포함된다. 만장일치로 채택되었다.                                                                          | 2016년 3월 2일   | [ 7 ] [ 8 ] |
| S/RES/2276 | 안보리 결의안 제1718호에 의해 설립된 대북 제재 위원회를 보좌하는데 전문가 패널의 권한을 연장하였다. | 2016년 3월 24일  | [ 9 ]       |
| S/RES/2321 | 유엔 안보리는 제6차 북핵실험에 대한 대북제재 강화에 대해 만장일치로 통과시켰다. | 2016년 11월 30일 | [ 10 ]      |
| S/RES/2345 | 유엔 안보리가 전문가 패널 임기를 2018년까지 연장하였다. | 2017년 3월 24일  | [ 7 ]       |
| S/RES/2356 | 유엔 안보리가 북핵 개발에 관련된 개인 및 단체에 대한 제재를 부과하는데 있어서 결의안을 만장일치로 통과시켰다. | 2017년 6월 2일   | [ 11 ]      |
| S/RES/2371 | 유엔 안보리는 미사일 발사 실험을 근거로 조선민주주의인민공화국에 대한 제재 강화를 만장일치로 통과시켰다. | 2017년 8월 5일   |             |
| S/RES/2375 | 안보리는 조선민주주의인민공화국의 6차 핵실험에 대한 대응으로 조선민주주의인민공화국에 대한 원유 제재를 강화했다. 현재 연간 400만 배럴 수준이며 조선민주주의인민공화국에 대한 정제된 원유 제품 수출을 연간 200만 배럴로 제한하고 있다. 외부로부터의 원유 공급을 모두 30%까지 줄일 수 있다. 또한 조선민주주의인민공화국 섬유의 해외 판매를 금지하고 조선민주주의인민공화국 노동력 수출을 더욱 제한하고 있다. 만장일치로 채택되었다. | 2017년 9월 11일  |             |
| S/RES/2397 | 화성-15형 발사실험에 대해 제재 강화가 만장일치로 채택되었다. | 2017년 12월 22일 | [ 13 ]      |
| S/RES/2407 | 유엔 안보리 결의안 제1718호의 권한을 2019년 4월 24일까지 연장하고 이전 결의안에 대한 집행을 지속한다. | 2018년 3월 21일  | [ 14 ]      |

## 같이 보기
- 조선민주주의인민공화국-중화인민공화국 관계
- 조선민주주의인민공화국의 대외 관계
- 조선민주주의인민공화국의 인권
- 한국과 유엔
- 조선민주주의인민공화국의 대량살상무기
- 조선민주주의인민공화국 인권조사위원회 보고서
- 유엔 총회 결의안– 한국전쟁 관련 내용도 포함
- 유엔 총회 결의안 62/167
- 유엔 안전 보장 이사회 결의 제88호 – 한국전쟁 중 중화민국에 관하여